# 青春 (THE HIGH-LOWSの曲)
「青春」（せいしゅん）はTHE HIGH-LOWSの14枚目のシングル。2000年5月24日にキティから発売された。

## 解説
- 「青春」は2000年春のNTV系ドラマ『伝説の教師』（松本人志・中居正広W主演）の主題歌となった。
- 表題曲、カップリング曲ともに5thアルバム『Relaxin' WITH THE HIGH-LOWS』に収録されている（後述）。
- 「青春」は2019年にソフトバンク「青春放題」篇のテレビCMに起用された。同曲がテレビCMに起用されるのはこれが初である。岡田准一、賀来賢人、道枝駿佑（なにわ男子）、南沙良、リーチマイケル[1]が出演している。

## 収録曲
全編曲：THE HIGH-LOWS
1. 青春 (3:10)
　（作詞・作曲：真島昌利）
別のシングル「FLOWER」にも青春 lunch time versionを収録。
2. 魔羅（シンボル）‘69 (3:38)
　（作詞・作曲：甲本ヒロト）
アルバムのほうには、この曲のアレンジバージョンである魔羅‘77が収録されている（イントロが異なる）。